# Pöyry (Unternehmen)

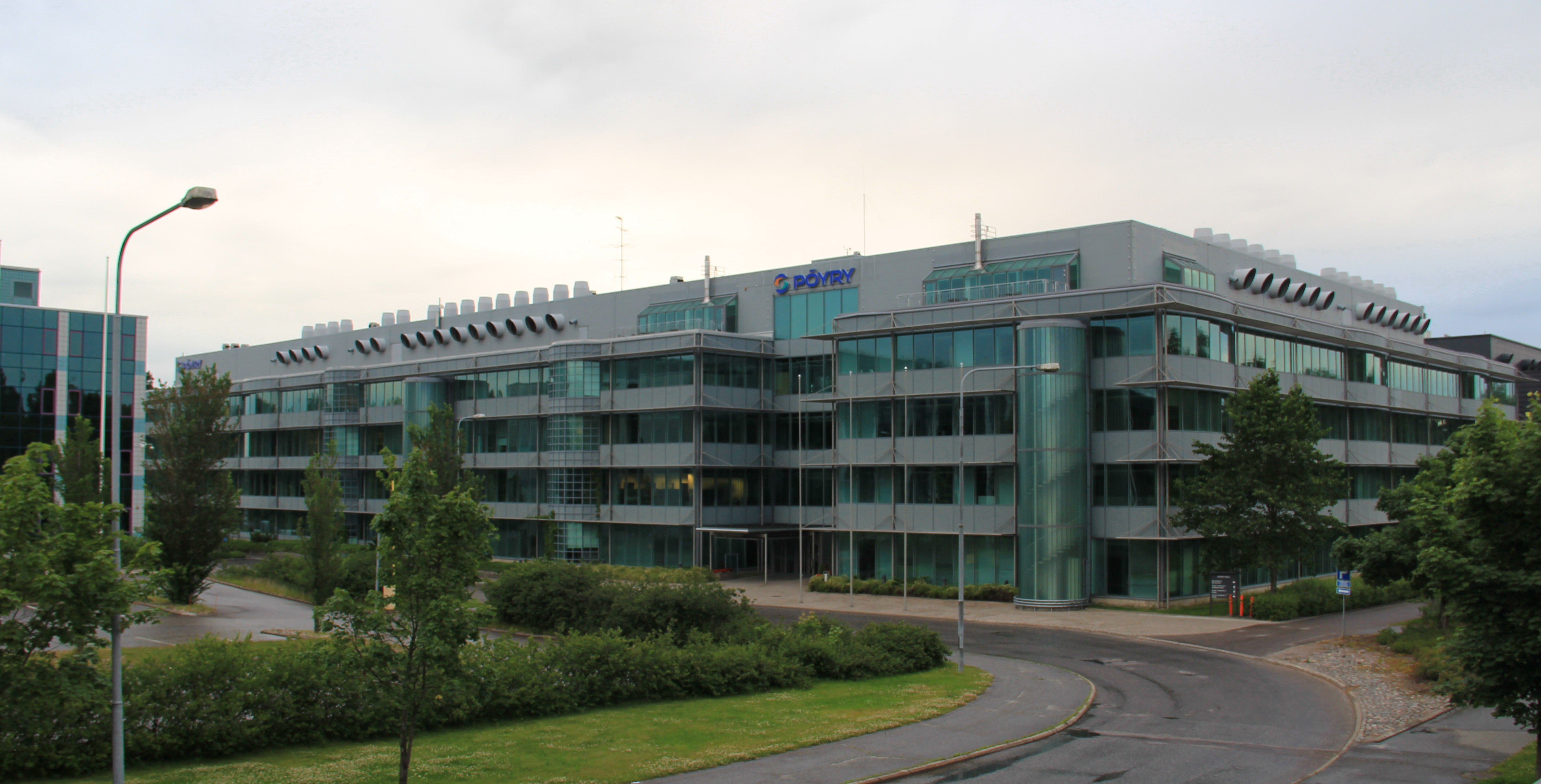
Das Pöyry-Bürogebäude am Hauptsitz in Martinlaakso (Vantaa), Finnland

Pöyry war ein bis 2020 weltweit operierendes finnisches Dienstleistungsunternehmen. Pöyry bot strategische, technische und organisatorische Beratung, Planung, Engineering, Projektmanagement und Betriebsunterstützung für verschiedenste Industriezweige an.
Seit der Übernahme durch ÅF 2020 ist das Gesamtunternehmen als AFRY tätig.
Namensgeber war der finnische Industrielle Jaakko Pöyry, der das Unternehmen 1958 gegründet hat. Globaler Hauptsitz war die finnische Stadt Vantaa in der Region Helsinki; daneben unterhielt Pöyry Niederlassungen in etwa 20 weiteren Ländern. Weltweit waren rund 5.500 Mitarbeiter bei Pöyry beschäftigt. Im Jahr 2013 erwirtschaftete das Unternehmen, das an der Börse Helsinki (OMX) unter dem Kürzel POY1V notiert ist, einen Umsatz von 650 Millionen Euro.

## Geschichte
Das Unternehmen wurde 1958 von Jaakko Veikko Emanuel Pöyry (1924–2006) gegründet, um die technische Basisplanung für eine Sulfat-Zellstofffabrik in Äänekoski zu erstellen. In den folgenden Jahren wuchs die Jaakko Pöyry Oyj zu einem renommierten Planer für die Forst-, Zellstoff- und Papierindustrie in Finnland, Schweden und anderen nordischen Ländern heran.
Mit der Zeit dehnte Pöyry seine Tätigkeitsfelder auf andere Industriezweige und Erdteile aus, wobei der Schwerpunkt in der Grundstoff-, Grundversorgungs- und Infrastrukturwirtschaft blieb. Entscheidende Schritte dieser Expansion waren die Übernahmen der Unternehmen Soil & Water and Ekono Energy im Jahr 1993 und der technischen Planung der Elektrowatt Ende der 1990er-Jahre.
Insbesondere ab der Jahrtausendwende hat Pöyry seine Kompetenz und seine internationale Präsenz durch den Zukauf einer Vielzahl kleinerer Planungsbüros in allen Teilen der Welt weiter vergrößert und war in etwa 50 Ländern vertreten. In Deutschland beschäftigte Pöyry 700 Mitarbeiter, der Hauptsitz war in Mannheim.
Im Jahr 2006 firmierte die Jaakko Pöyry Oyj um und nannte sich fortan Pöyry Oyj.
Am 10. Dezember 2018 kündigten Pöyry und die schwedische ÅF an, zu fusionieren, um so ein führendes europäisches Unternehmen für Ingenieurs- und Beratungsdienstleistungen zu formen. Nach dem Zusammenschluss zur ÅF Pöyry im Februar 2019, wurde am 29. November der gemeinsame Markenname AFRY eingeführt; an der Hauptversammlung im Juni 2021 wurde beschlossen, den Markennamen als offiziellen Unternehmensnamen zu übernehmen.

## Geschäftsfelder und Dienstleistungen
Neben allgemeiner Management-Beratung bietet Pöyry insbesondere technisch orientierte Planung und Dienstleistungen für die folgenden Branchen an:
- Forstwirtschaft, Holz-, Zellstoff- und Papierindustrie
- Energiewirtschaft
- Bergbau und Metallerzeugung
- Chemieindustrie und Bioraffination
- Verkehr
- Wasserwirtschaft und Wasserbau
- Landschafts- und Umweltplanung
- Hoch- und Städtebau